# Botoșești-Paia, Dolj
Botoșești-Paia este satul de reședință al comunei cu același nume din județul Dolj, Oltenia, România.